# 语言产业
语言产业是致力于促进多种语言交流的活动领域，包括口头和书面。根据欧盟委员会的翻译总署，语言产业包括翻译、口译、字幕和配音、软件和网站全球化、语言技术工具开发、国际会议组织、语言教学和语言咨询等活动。
根据加拿大语言行业协会，这个行业包括翻译(包括口译、字幕和本地化)、语言培训和语言技术。
欧洲语言产业协会将该行业限制在翻译、本地化、国际化和全球化方面。
一种更老的、或许已经过时的观点将语言产业局限于计算机化的语言处理，并将其置于信息技术产业中。
一种新兴的观点扩展了这个领域，包括编辑用第二语言(尤其是英语)写作的作者，以进行国际交流。

## 发展
翻译作为一种活动，至少在人类几千年前开始发展贸易时就存在了;因此，如果包括口译，毫不夸张地说，语言产业的起源比书面语的起源要早。
随着互联网的普及，通信业迅速发展起来。该行业的成就包括能够将长文本快速翻译成多种语言。这与传统的翻译活动(如质量保证活动)相比，带来了新的挑战。有各种各样的质量标准，如国际标准化组织的ISO 17100(在欧洲使用)，加拿大的cancgsb 131.10-2017和美国的ASTM F2575-14。
欧盟翻译总署委托进行的一项研究估计，2008年欧洲各成员国的语言产业价值为84亿欧元。最大的一部分，57亿欧元，归因于翻译、口译、软件本地化和网站全球化的活动。编辑没有被考虑在内。该研究预计语言产业的年增长率为10%。2009年该研究发表时，语言行业受经济危机的影响小于其他行业。
该行业的一个研究领域包括机器翻译完全取代人工翻译的可能性。

## 争议
翻译服务的价格现在已经成为一个大的讨论话题，因为一些翻译外包商据说去寻找廉价的劳动力。像IAPTI这样的专业协会试图阻止这种现状。货币波动是另一个重要因素。
除此之外，大规模翻译中还出现了众包等现象。
美国总统巴拉克·奥巴马在2009年的白宫白皮书中提出鼓励自动翻译后，遭到了批评。